# Số trong tiếng Triều Tiên
Trong tiếng Hàn có 2 bộ số là số Hán Hàn và số Thuần Hàn.

## Sự kết hợp của số Hán Hàn và Thuần Hàn
Đối với cả hệ số đếm Hán Hàn và Thuần Hàn, từ 11-19 đều kết hợp từ số 10 và bộ cơ bản (1-9). Ví dụ 15 sẽ gồm số 10 kết hợp với số 5, tức là số Hán Hàn là sib-o (십오; 十五) (không phải il-sib-o) và Thuần Hàn là yeol-daseot (열다섯).
Từ 20-99, số Hán Hàn kết hợp đơn giản gồm bộ số cơ bản (1-9), hàng chục (số 10) và bộ số cơ hản hàng đơn vị. Ví dụ 59 sẽ gồm số 5, hàng chục (sô 10) và số 9, o-sip-gu (오십 구; 五十九). Trong khi số Thuần Hàn thì hàng chục (10, 20, 30...90) lại có từng số riêng và kết hợp với hàng đơn vị là bộ cơ bản. Ví dụ 59 sẽ gồm số 50 (쉰) và số 9 (아홉) swin-ahob 쉰아홉.
Từ 100 trở lên, hệ số thuần Hàn sẽ dùng chung với hệ số Hán Hàn.
| Số             | Số đếm Hán Hàn | Số đếm Hán Hàn | Số đếm Hán Hàn              | Số đếm Thuần Hàn | Số đếm Thuần Hàn |
| Số             | Hanja          | Hangul         | Chữ Latin                   | Hangul           | Chữ Latin        |
| -------------- | -------------- | -------------- | --------------------------- | ---------------- | ---------------- |
| 0              | 零/空          | 영, 령, 공     | yeong, ryeong, "gong"       | —                | —                |
| 1              | 一             | 일             | il                          | 하나             | hana             |
| 2              | 二             | 이             | i                           | 둘               | dul              |
| 3              | 三             | 삼             | sam                         | 셋               | set              |
| 4              | 四             | 사             | sa                          | 넷               | net              |
| 5              | 五             | 오             | o                           | 다섯             | daseot           |
| 6              | 六             | 육, 륙         | yuk, ryuk                   | 여섯             | yeoseot          |
| 7              | 七             | 칠             | chil                        | 일곱             | ilgop            |
| 8              | 八             | 팔             | pal                         | 여덟             | yeodeol          |
| 9              | 九             | 구             | gu                          | 아홉             | ahop             |
| 10             | 十             | 십             | sip                         | 열               | yeol             |
| 11             | 十一           | 십일           | sip-il                      | 열하나           | yeol-hana        |
| 12             | 十二           | 십이           | sip-i                       | 열둘             | yeol-dul         |
| 13             | 十三           | 십삼           | sip-sam                     | 열셋             | yeol-set         |
| 14             | 十四           | 십사           | sip-sa                      | 열넷             | yeol-net         |
| 15             | 十五           | 십오           | sip-o                       | 열다섯           | yeol-daseot      |
| 16             | 十六           | 십육, 십륙     | sim-nyuk, sip-ryuk [note 1] | 열여섯           | yeol-yeoseot     |
| 17             | 十七           | 십칠           | sip-chil                    | 열일곱           | yeol-ilgop       |
| 18             | 十八           | 십팔           | sip-pal                     | 열여덟           | yeol-yeodeol     |
| 19             | 十九           | 십구           | sip-gu                      | 열아홉           | yeol-ahop        |
| 20             | 二十           | 이십           | i-sip                       | 스물             | seumul           |
| 30             | 三十           | 삼십           | sam-sip                     | 서른             | sehoặceun        |
| 40             | 四十           | 사십           | sa-sip                      | 마흔             | maheun           |
| 50             | 五十           | 오십           | o-sip                       | 쉰               | swin             |
| 60             | 六十           | 육십, 륙십     | yuk-sip, ryuk-sip           | 예순             | yesun            |
| 70             | 七十           | 칠십           | chil-sip                    | 일흔             | ilheun           |
| 80             | 八十           | 팔십           | pal-sip                     | 여든             | yeodeun          |
| 90             | 九十           | 구십           | gu-sip                      | 아흔             | aheun            |
| 100            | 百             | 백             | baek                        | 온               | on               |
| 1,000          | 千             | 천             | cheon                       | 즈믄             | jeumeun          |
| 10,000         | 萬             | 만             | man                         | 드먼 / 골        | deumeon / gol    |
| 100,000,000    | 億             | 억             | eok                         | 잘               | jal              |
| 1012           | 兆             | 조             | jo                          | 울               | ul               |
| 1016           | 京             | 경             | gyeong                      | —                | —                |
| 1020           | 垓             | 해             | hae                         | —                | —                |
| 1024           | 秭             | 자             | ja                          | —                | —                |
| 1028           | 穰             | 양             | yang                        | —                | —                |
| 1032           | 溝             | 구             | gu                          | —                | —                |
| 1036           | 澗             | 간             | gan                         | —                | —                |
| 1040           | 正             | 정             | jeong                       | —                | —                |
| 1044           | 載             | 재             | jae                         | —                | —                |
| 1048           | 極             | 극             | geuk                        | —                | —                |
| 1052 hoặc 1056 | 恒河沙         | 항하사         | hanghasa                    | —                | —                |
| 1056 hoặc 1064 | 阿僧祇         | 아승기         | aseunggi                    | —                | —                |
| 1060 hoặc 1072 | 那由他         | 나유타         | nayuta                      | —                | —                |
| 1064 hoặc 1080 | 不可思議       | 불가사의       | bulgasaui                   | —                | —                |
| 1068 hoặc 1088 | 無量大數       | 무량대수       | muryangdaesu                | —                | —                |

## Cách sử dụng số Thuần Hàn và Hán Hàn
Số đếm Hán Hàn  dùng khi biểu hiện về phút, giây, ngày, thàng, năm, giá cả, số điện thoại, địa chỉ nhà, số phòng và khi đếm số lượng. Số đếm Thuần Hàn dùng trong trường hợp nói đến tuổi tác, số giờ... Số đếm Thuần Hàn thường dùng để số lượng nhỏ hay là đếm từng cái một như đếm đồ vật, con người. Ví dụ 지금 은 다섯시 사십오분 (bây giờ là 5 giờ, 45 phút), trong đó số giờ dùng số Thuần Hàn (다섯) và số phút dùng số Hán Hàn 사십오.
Trong một số trường hợp được dùng cả số đếm Hán Hàn và Thuần Hàn thì số đếm tương thích với từ chỉ đơn vị. Ví dụ "5 tháng", nếu tháng dùng từ thuần Hàn 달 thì số 5 dùng số Thuần Hàn 다섯 달 còn nếu dùng từ Hán Hán 개월 个月 thì dùng số Hán Hàn (오개월 五个月)

## Chính tả và phát âm khi kết hợp với từ chỉ đơn vị của số Thuần Hàn
Một số số thuần Hàn khi kết hợp với từ chỉ đơn vị sẽ biến đổi. Ví dụ khi đếm 1, 2, 3 sẽ là 하나, 둘, 셋 nhưng khi nói 고양이를 한 마리를 키우고 있다 (Đang nuôi một con mèo), trong đó dùng từ 한.
| Số | Khi đứng 1 mình | Khi đứng 1 mình | Khi kết hợp với từ chỉ đơn vị | Khi kết hợp với từ chỉ đơn vị |
| Số | Hangul          | Latin           | Hangul                        | McCune–Reischauer             |
| -- | --------------- | --------------- | ----------------------------- | ----------------------------- |
| 1  | 하나            | hana            | 한                            | han                           |
| 2  | 둘              | dul             | 두                            | du                            |
| 3  | 셋              | set             | 세                            | se                            |
| 4  | 넷              | net             | 네                            | ne                            |
| 20 | 스물            | seumul          | 스무                          | seumu                         |

Số ước chừng: Tương tự như tiếng Việt, tiếng Hàn cũng có kiểu ghép hai số lại với nhau để tạo nên một số ước chừng. Trong trường hợp này, các số cũng biến đổi một chút 한둘 handul /한두 handu (một hai); 두셋 duset/두세 duse (hai ba); 서넛 seoneot/서너 seoneo (ba bốn); 두서넛 duseoneot/두서너 duseoneo (hai ba bốn); 너덧 netdeot, 네댓 nedaet, 네다섯 nedaseot, 너더댓 neodeodaet (bốn năm); 대여섯 daeyeoseot, 대엿 daeyeot (năm sáu); 예닐곱 yenilgop (sáu bảy); 일고여덟 ilgoyeodeol, 일여덟 iryeodeol (bảy tám); 여덟아홉 yeodehoặcahop, 엳아홉 yeodahop (tám chín)
Khi đếm ngày, số và từ chỉ ngày cũng có một số biến đổi: 하루 haru (một ngày, một hôm); 이틀 iteul (hai ngày); 사흘 saheul (ba ngày); 사나흘 sanaheul, 사날 sanal (ba bốn ngày); 나흘 naheul (bốn ngày); 네댓새 nedaetsae, 너댓새 neodaetsae, 너더댓새 neodeodaetsae, 나달 nadal (bốn năm ngày); 닷새 datsae (năm ngày); 대엿새 daeyeotsae (năm sáu ngày); 엿새 yeotsae (sáu ngày); 예니레 yenire (sáu, bảy ngày); 이레 ire (bảy ngày); 일여드레 iryeodre (bảy, tám ngày); 여드레 yeodeure (tám ngày); 아흐레 aheure (chín ngày); 열흘 yeolheul (mười ngày); 보름 bhoặceum (mười bốn ngày.
Khi kết hợp với 월 để chỉ tháng, 일월 (Tháng 1), 이월 (Tháng 2), 삼월 (Tháng 3), 사월 (Tháng 4), 오월 (Tháng 5), (유월 Tháng 6), 칠월 (Tháng 7), 팔월 (Tháng 8), 구월 (Tháng 9), 시월 (Tháng 10), 십일월 (Tháng 11), 십이월 (Tháng 12). Trong đó tháng 6 và tháng 10 bị biến đổi 육 thành 유 và 십 thành 시.
Hệ thống số thứ tự không có nhiều thay đổi, chỉ đơn giản ghép từ số đếm và "thứ", ngoại trừ từ thứ nhất 첫 번째 - cheos beon jjae là từ riêng, còn lại là 두 번째 - du beon jjae (thứ 2), 세 번째 - se beon jjae (thứ 3), 네 번째 - ne beon jjae (thứ 4), 다섯 번째 - da seos beon jjae (thứ 5), 여섯 번째 - yeo seos beon jjae (thứ 6)...

## Phân hàng của số
Khác với tiếng Việt phân hàng nghìn, trăm, chục và đơn vị, tiếng Hàn phân hàng vạn, nghìn, trăm, chục và đơn vị (tương tự tiếng Trung). Ví dụ số 12,345,678 trong tiếng Việt đọc là "mười hai triệu, ba trăm bốn mươi năm nghìn, sáu trăm bảy mươi tám" thì trong tiếng Hàn được đọc thành "một nghìn hai trăm ba mươi tư vạn, năm nghìn sáu trăm bảy mươi tám" (천이백삼십사만,오천육백칠십팔- 一千二百三十四五千六百七十八)